# Locomotiva FS D.342.4000
Le locomotive D.342.4000 sono un gruppo di 17 locomotive diesel-idrauliche realizzate per le Ferrovie dello Stato italiane, dalla fabbrica di rotabili ferroviari Ansaldo.

## Storia
Le locomotive D.342, della serie 4000, furono progettate nell'ambito del programma di modernizzazione delle Ferrovie dello Stato nel secondo dopoguerra; utilizzavano la trasmissione idraulica, che aveva avuto già notevole diffusione in Germania, ma rappresentava una novità per l'Italia. Progettate a metà degli anni cinquanta in collaborazione con l'industria ferroviaria (prima era l'Ufficio Studi Materiale e Trazione di Firenze a curare i progetti), nel 1957 ne venne commissionata la costruzione, oltre alla Fiat Ferroviaria e alla OM, anche alla Ansaldo in numero di due unità, consegnate nel 1958, immatricolate come D.342.401-402 e rinumerate poi nel 1959 D.342 4001-4002, quando con il passaggio alla marcatura a 7 cifre, venne interposto uno zero dopo le centinaia; come era in uso per le motrici Diesel delle FS le prime tre cifre identificano il gruppo, mentre la successiva, la cifra delle migliaia, a partire dalla seconda metà degli anni cinquanta, è un codice che indica il costruttore: 1 per Fiat, 2 per Breda, 3 per OM, 4 per Ansaldo 5 per le Officine Meccaniche Reggiane.

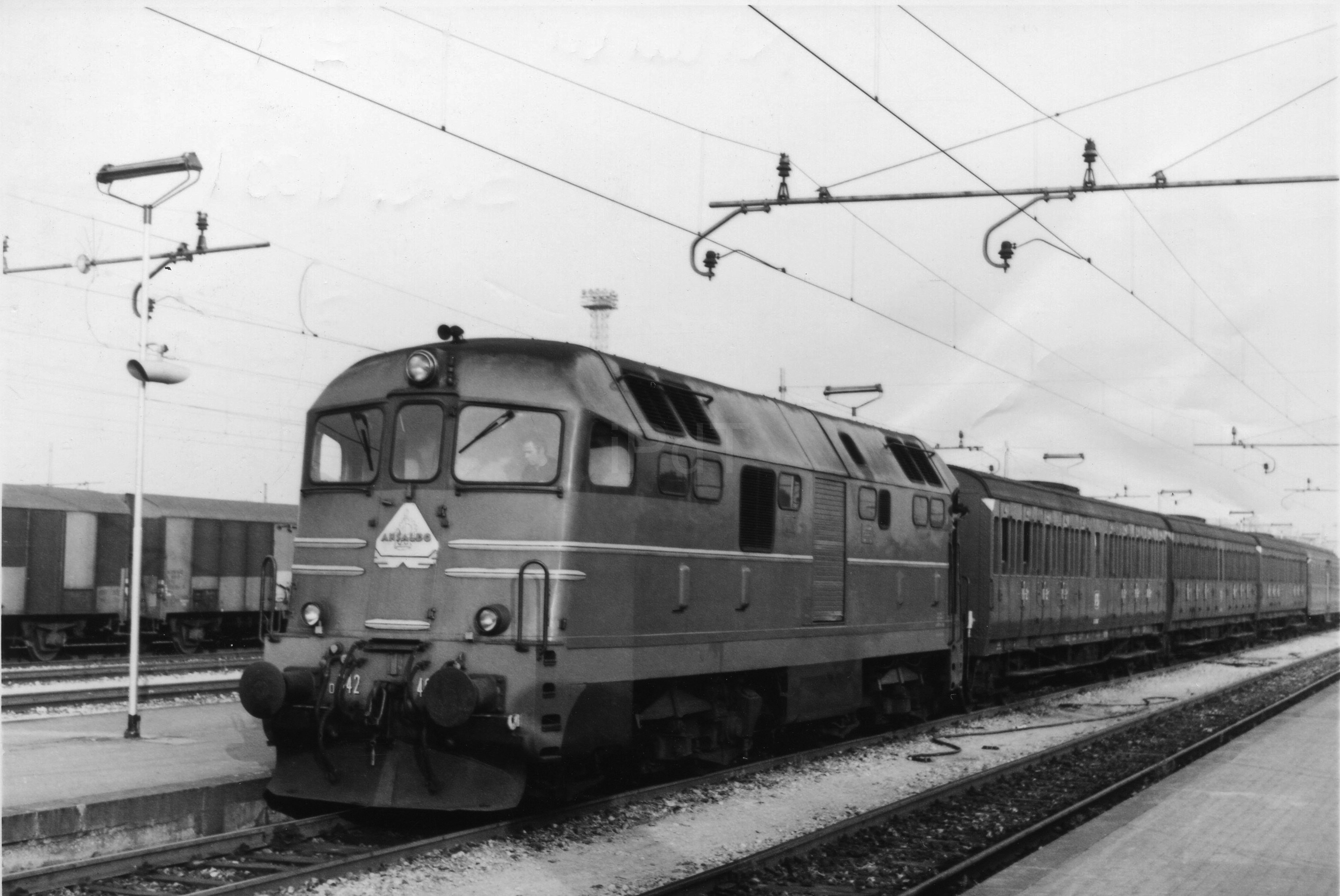
La D.342.4001 nel 1973 in partenza da Rimini per Firenze via Ravenna-Faenza

Dopo una accurata valutazione interna dei nuovi rotabili da parte delle maestranze delle Ferrovie dello Stato, nel 1959, vennero commissionate all'Ansaldo ulteriori 15 unità con motorizzazione e trasmissione idraulica uguale ai due prototipi per le unità da 4003 a 4014 e con motore più potente per le unità da 4015 a 4017. Le locomotive Ansaldo furono le uniche macchine per le quali ai due prototipi (4001 e 4002) fece seguito una produzione di serie.
Le D.342 svolsero servizio in Piemonte, Sardegna e successivamente in Toscana presso il Deposito locomotive di Siena.
I due prototipi delle Ansaldo iniziarono la loro carriera a Bari e giunsero poi a Torino, prima di avere destinazione definitiva a Siena. Durante il loro servizio effettuarono anche un breve periodo in Sardegna nel 1968. Le altre unità Ansaldo furono assegnate a Padova, Torino, in Sardegna, e a Pisa. Negli ultimi anni della loro vita operativa le macchine furono tutte trasferite a Siena ed impiegate nei servizi più vari.
Tra gli incarichi di maggior rilievo, svolti dalle D.342, figurano nei giorni festivi del periodo estivo, dal 1959 fino alla prima metà degli anni ottanta, il traino dei convogli diretti verso le principali località balneari della riviera romagnola, con origine dalla stazione di Firenze SMN in direzione di Rimini, via Ravenna, Faenza, Borgo San Lorenzo, Pontassieve, attraverso la ferrovia Faentina, fino a quando furono sostituite dalle D.345.
Negli anni ottanta, con l'entrata in servizio delle D.445, le D.342 vennero relegate a ruoli sempre più marginali, fino al loro definitivo accantonamento e demolizione.
Gli accantonamenti iniziarono nei primi anni ottanta e si conclusero nel 1990.

La D.342.4004 a Viserba nel 1978 ora nel Museo Ferroviario Piemontese di Savigliano

## Caratteristiche
Le locomotive D.342, costruite con cabine di guida alle due estremità, sono perfettamente bidirezionali. La cassa è divisa in tre ambienti con un grande comparto per il gruppo motore, i compressori e i dispositivi di raffreddamento.

Locomotiva D.342.4002 a Siena nel 1979

I motori installati in numero di due per locomotiva furono costruiti su licenza Maybach del tipo MD 435, a precamera, a 12 cilindri a V di alesaggio 185 mm e corsa 200 mm in grado di sviluppare la potenza complessiva di 800 CV a 1 500 giri/min che perdevano un 17% di potenza rispetto al prototipo Breda. Le macchine Ansaldo non erano dotate del sistema di refrigerazione intermedia dell’aria (intercooling), che incrementava di circa il 25% le prestazioni dei propulsori. Nonostante questo, solo per le Ansaldo il progetto proseguì con la costruzione di altre 15 unità, le ultime tre delle quali adottavano l’intercooling che si era visto sui prototipi Breda e OM; i due motori delle ultime tre unità erano dello stesso tipo delle precedenti Ansaldo ma con potenza maggiorata a 1000 CV a 1 500 giri al minuto; le 4015-4017, ultime tre macchine della serie, erano riconoscibili per le griglie maggiorate e la diversa finestratura sulle fiancate.
La trasmissione, uguale per tutte le macchine, era costituita da un cambio idromeccanico Mekydro K 104U a quattro marce con moltiplicatore sul cambio lo stesso del prototipo Breda e della D.442, prototipo prodotto dalla stessa Ansaldo.

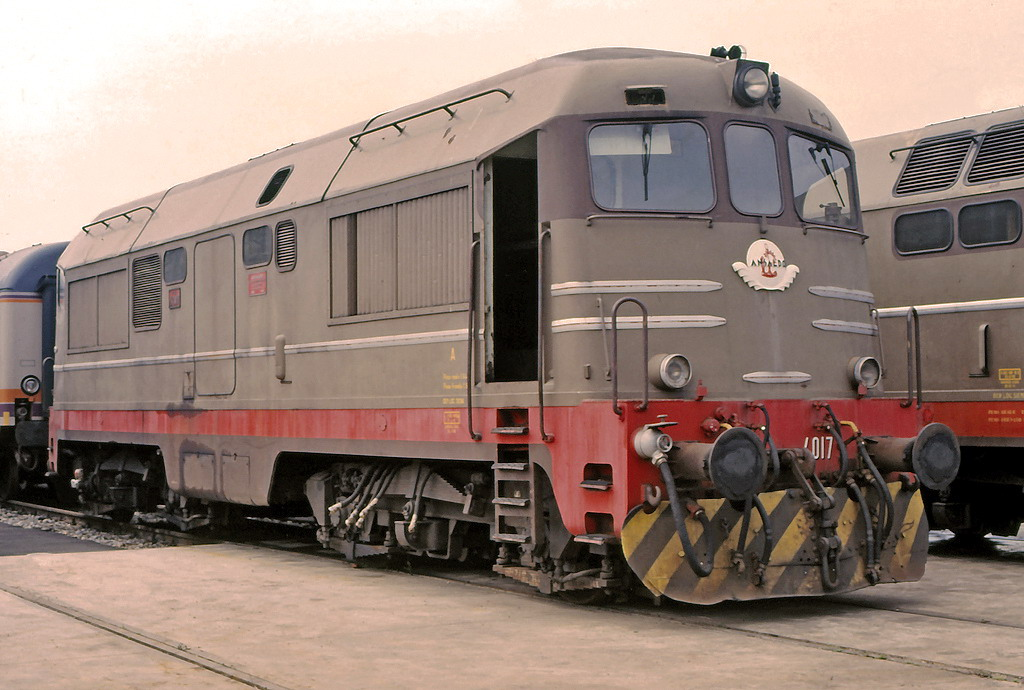
Locomotiva D.342.4017 accantonata nel deposito di Siena; si notano le ampie grate laterali che distinguevano la serie potenziata

I carrelli erano entrambi imperniati con una leggera asimmetria. Le prime due Ansaldo avevano carrelli uguali alla D.442 a passo più lungo (3610 mm), ma quando venne deciso di produrre altre macchine Ansaldo, queste ebbero carrelli a passo accorciato, identici alla Breda con passo di 3200 mm: 1650 mm dall’asse esterno al perno, 1550 dal perno all’asse interno. Le carenature dei due prototipi Ansaldo erano inizialmente molto avvolgenti, lasciando a vista solo una porzione centrale del carrello e vennero poi ridotte per alleggerire le macchine e soprattutto per poter accedere comodamente per le verifiche e la manutenzione delle boccole degli assi.

Locomotiva D.342.4001 in arrivo alla stazione di Ravenna nel giugno 1981

In origine (sui due prototipi 4001 e 4002) il fregio Ansaldo era di forma diversa con lo stemma frontale dei due prototipi a foggia triangolare, mentre sulle unità prodotte successivamente era a forma di conchiglia, prima tinta metallo lucido poi bianco. La livrea di tutte le macchine aveva colore dominante isabella, fascia di metallo a metà fiancata, che proseguiva sul frontale raddoppiandosi ed interrompendosi per lo spazio della porta anteriore, fascia rossa che proseguiva dal pancone lungo le fiancate, colore castano usato sotto la fascia rossa, come cornice dei finestrini di cabina e sull'imperiale.
La serie 4000 presentava a centro fiancata solamente su un solo lato una serranda come quella della E.424, ma nel caso della D.342 non fu mai pensata per fungere da bagagliaio come era, almeno nelle intenzioni, per la E.424. In origine queste macchine avevano su una delle fiancate una grossa botola rettangolare, il cui scopo era di rendere più agevole l’accesso per poter meglio eseguire le operazioni di manutenzione dei motori, poi sostituita su alcune da una serranda.
Le macchine di tutte le serie erano previste per l'accoppiamento in comando multiplo, tuttavia mai utilizzato, ed avevano in origine una porta intercomunicante al centro del frontale, che venne poi rimossa e venne aggiunto un terzo faro frontale sopra il finestrino centrale. Sui due prototipi le carenature erano inizialmente molto avvolgenti, lasciando a vista solo una porzione centrale del carrello e furono poi ridotte per alleggerire le macchine e soprattutto per poter accedere comodamente per verifiche e manutenzione delle boccole degli assi.

## Unità preservate e riproduzioni modellistiche
Esistono ancora le unità:
- 4004: nel Museo Ferroviario Piemontese di Savigliano
- 4009: a Pistoia (non atta al servizio) (attualmente è sita nel deposito ferroviario a Firenze zona Romito)
- 4010: a Pistoia (atta)
- 4011: nel Museo nazionale ferroviario di Pietrarsa

La D.342.4010 funzionante ed entrata a far parte del parco storico FS, viene usata per treni storici.
La Lima, una ditta di Vicenza specializzata nel modellismo ferroviario, ha realizzato un modellino in Scala H0 delle locomotive D.342.4003, D.342.4005, D.342.4008 e D.342.4011, di cui il modellino D.342.4005, il più diffuso, realizzato con motore G e successivamente anche con motore a trasmissione cardanica su singolo carrello, mentre gli altri modelli sono stati tutti realizzati con trasmissione cardanica su singolo carrello; il modellino rappresentava le condizioni delle macchine in origine, sprovviste del terzo faro frontale, con la porta intercomunicante al centro del frontale e su una delle fiancata una botolona rettangolare, che le macchine avevano in origine e che sarebbero state poi sostituite da una serranda.

## Galleria d'immagini

La D.342.4001 nel novembre 1983 nella Stazione di Rufina
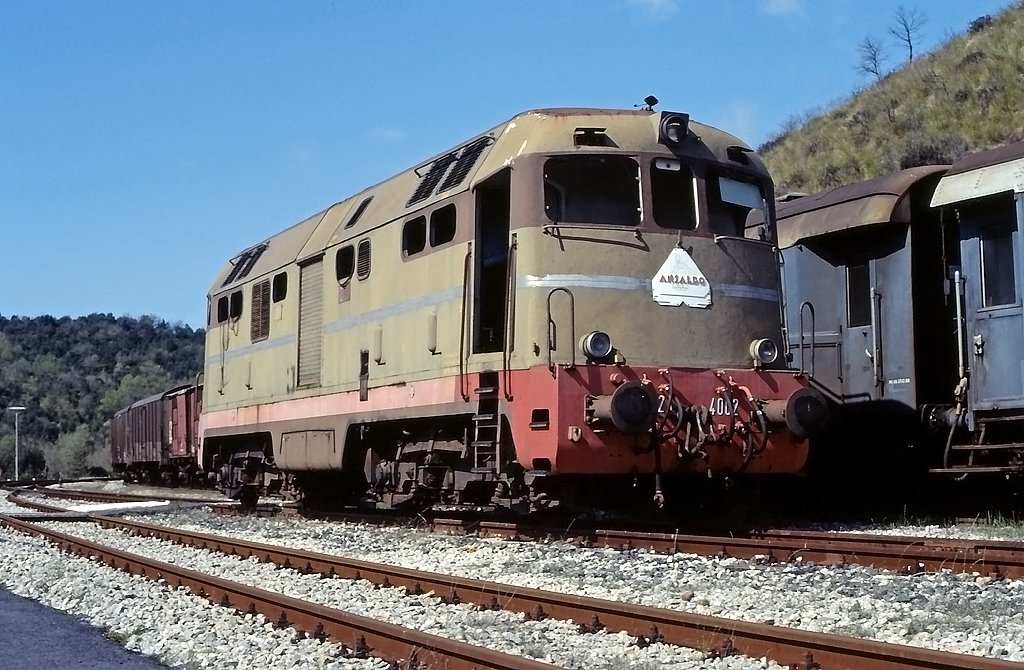
La D342.4002 in demolizione nel 1990 nella Stazione di Monte Amiata
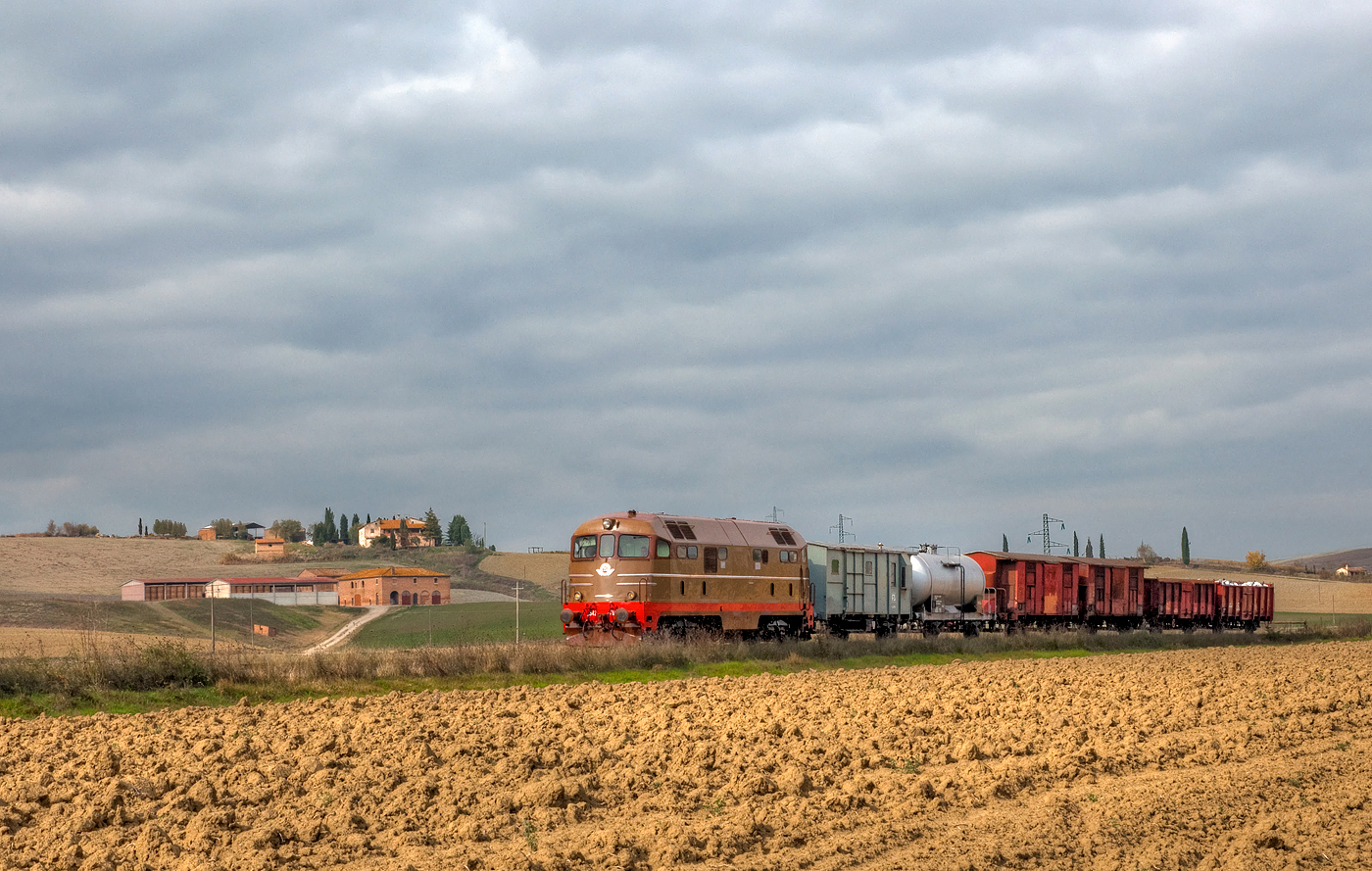
La D342.4010 alla testa di un treno merci storico nella campagna toscana
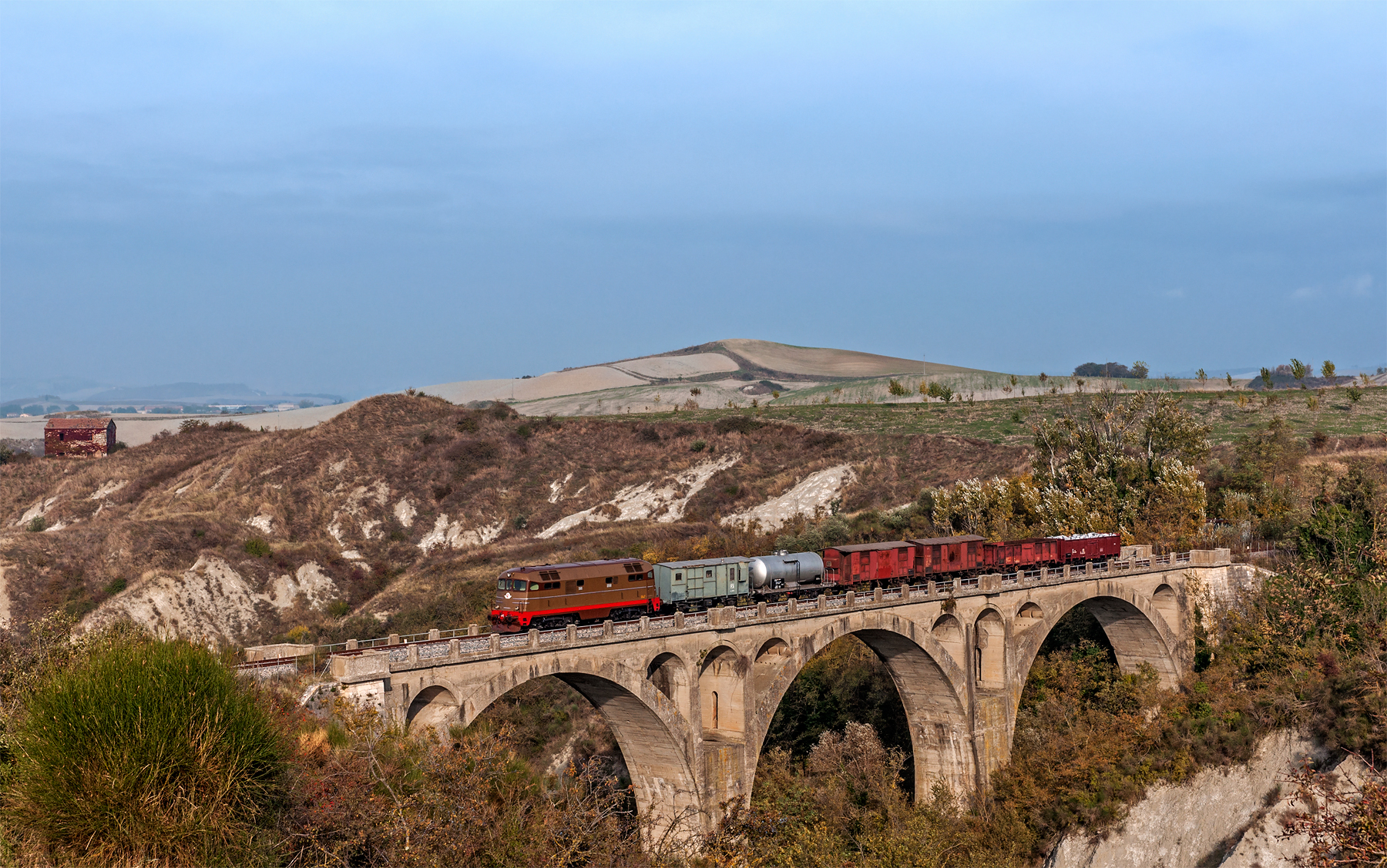
La D342.4010 alla testa di un treno merci storico sul viadotto di Montalceto

La D342.4003 nel deposito di Siena ormai fuori servizio nel 1994
La D342.4008 in partenza da Rimini alla testa di un diretto per Firenze
La D342.4005 della quale venne realizzato un modellino Lima
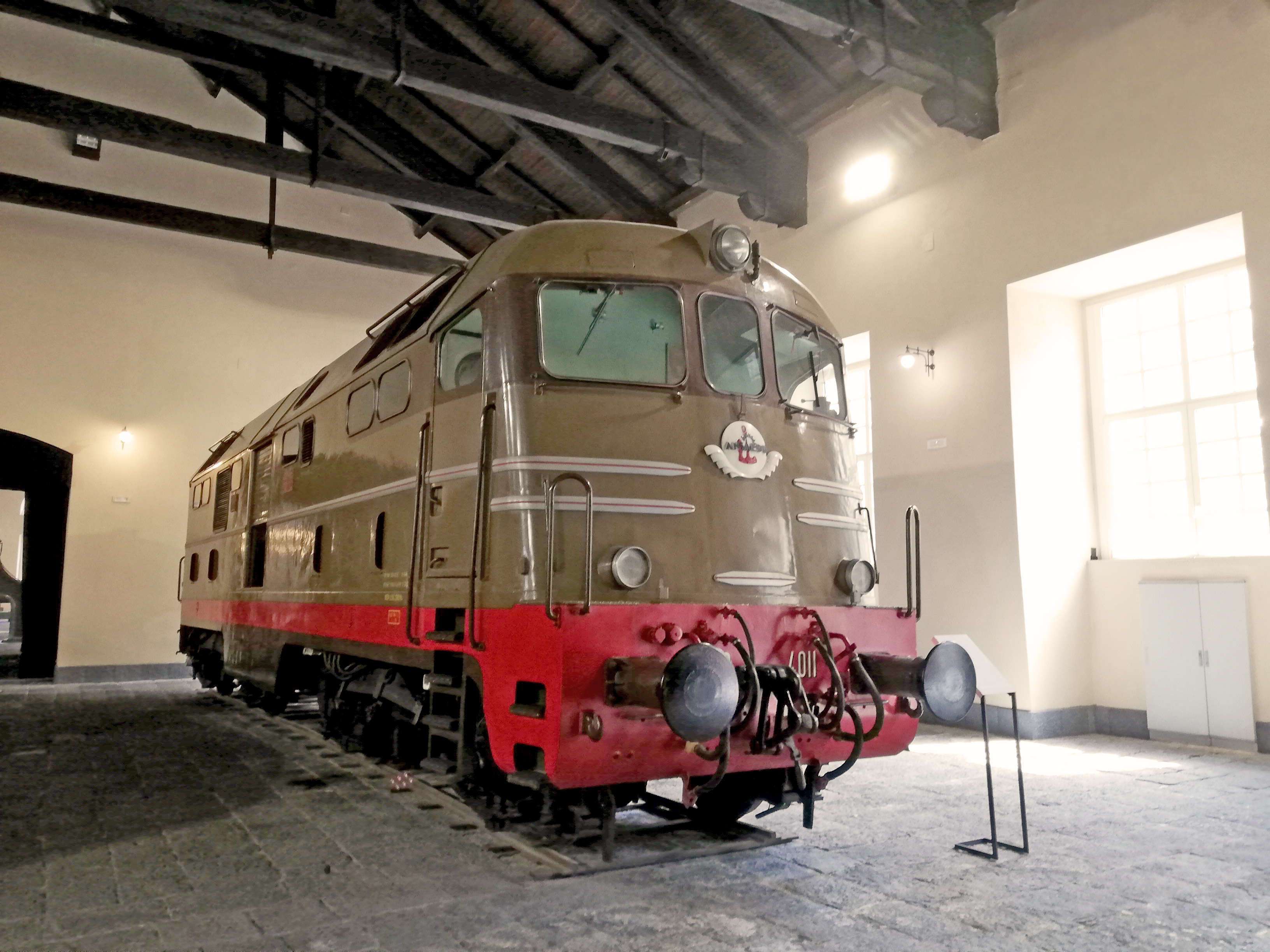
La D342.4011 al museo di Pietrarsa